# Le Russey
Le Russey település Franciaországban, Doubs megyében. Lakosainak száma 2546 fő (2022. január 1.). Le Russey Le Luhier, Le Barboux, Le Bizot, Bonnétage, Grand’Combe-des-Bois, Le Mémont és Narbief községekkel határos.

## Népesség
A település népességének változása:
| Lakosok száma | 1646 | 1771 | 1824 | 1954 | 2245 | 2282 | 2342 | 2408 | 2446 | 2546 |
|               | 1968 | 1982 | 1990 | 2006 | 2013 | 2015 | 2017 | 2019 | 2020 | 2022 |